# Bilderbergconferentie 2003

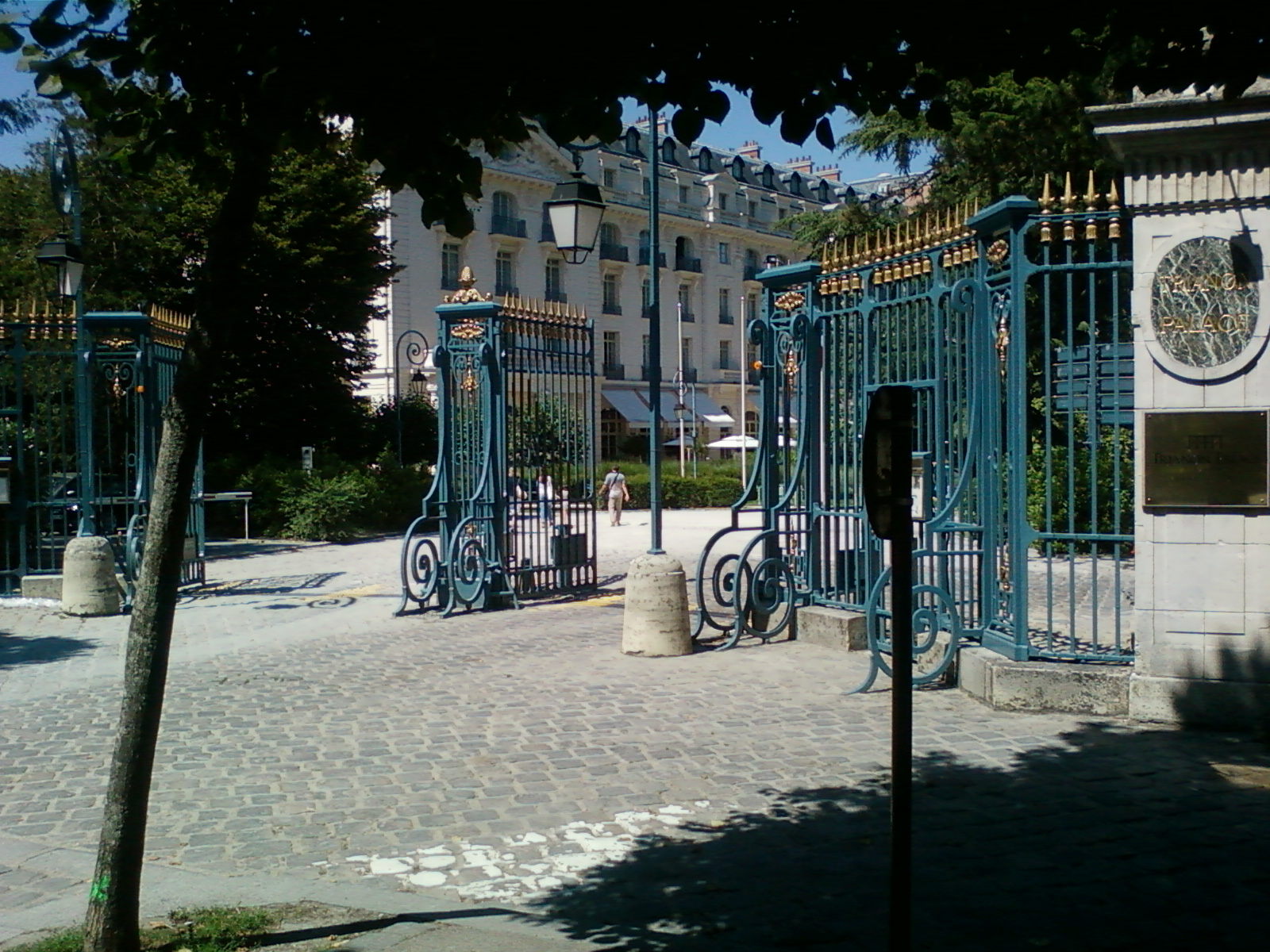
Het Trianon Palace Hotel

De Bilderbergconferentie van 2003 werd gehouden van 15 t/m 18 mei 2003 in het Trianon Palace Hotel nabij het Kasteel van Versailles in Frankrijk. Vermeld zijn de officiële agenda indien bekend, alsmede namen van deelnemers indien bekend. Achter de naam van de opgenomen deelnemers staat de hoofdfunctie die ze op het moment van uitnodiging uitoefenden.

## Agenda
- European-American relations (Europees-Amerikaanse relatie)
- Iraq (Irak)
- The Middle East after Terrorism (Het Midden-Oosten na het Terrorisme)
- Non-Proliferation (Non-proliferatie)
- The European Convention (De Europese Conventie)
- Economic Problems (Economische problemen)

## Deelnemers
- Nederland - Koningin Beatrix, staatshoofd der Nederlanden
- België - Philippe (ZKH Prins), kroonprins van België
- België - Willy Claes (Minister van staat, voormalig minister van buitenlandse zaken en voormalig secretaris-generaal van de NAVO 1994-1995)
- België - Étienne Davignon vice-voorzitter Suez-Tractebel
- Nederland - Victor Halberstadt (Professor Economie, Rijksuniversiteit Leiden; voormalig secretaris Bilderberggroep)
- Nederland - Jaap de Hoop Scheffer (Minister van Buitenlandse Zaken)
- Nederland - Wim Kok (voormalig premier)
- Nederland - Anthony Ruys (voorzitter Heineken N.V.)
- Nederland - Jeroen van de Veer (Royal Dutch Shell)
- Nederland - Klaas de Vries (lid Tweede Kamerfractie PvdA, voormalig Minister van Binnenlandse Zaken)

1954 ·
1955 (1) ·
1955 (2) ·
1956 ·
1957 (1) ·
1957 (2) ·
1958 ·
1959 ·
1960 ·
1961 ·
1962 ·
1963 ·
1964 ·
1965 ·
1966 ·
1967 ·
1968 ·
1969 ·
1970 ·
1971 ·
1972 ·
1973 ·
1974 ·
1975 ·
(1976) ·
1977 ·
1978 ·
1979 ·
1980 ·
1981 ·
1982 ·
1983 ·
1984 ·
1985 ·
1986 ·
1987 ·
1988 ·
1989 ·
1990 ·
1991 ·
1992 ·
1993 ·
1994 ·
1995 ·
1996 ·
1997 ·
1998 ·
1999 ·
2000 ·
2001 ·
2002 ·
2003 ·
2004 ·
2005 ·
2006 ·
2007 ·
2008 ·
2009 ·
2010 ·
2011 ·
2012 ·
2013 ·
2014 ·
2015 ·
2016 ·
2017 ·
2018 ·
2019 ·
2020 ·
2021 ·
2022 ·
2023